# Elvington
Elvington is een civil parish in het bestuurlijke gebied City of York, in het Engelse graafschap North Yorkshire met 1239 inwoners.

## Bezienswaardigheden
- het Yorkshire Air Museum gevestigd op een vliegveld dat in gebruik was tijdens de Tweede Wereldoorlog